# Dichotomius maya
Dichotomius maya là một loài bọ cánh cứng trong họ Bọ hung (Scarabaeidae).